# Янота
Янота̀ (на гръцки: Γιαννωτά) е село в Република Гърция, област Тесалия, дем Еласона. Янота има население от 499 души. 

## История
На Етнографската карта на Битолския вилает на Картографския институт в София от 1901 година Янота е чисто гръцко село в Еласонската каза на Серфидженския санджак с 52 къщи.

## География
Разположено е високо в южните склонове на Амар бей (Архондики).

## Личности
Родени в Янота
- Йоанис Велулас, гръцки офицер и андартски деец
- Никоцарас (1774 – 1807), гръцки хайдутин и революционер